# إريك جونسون (سياسي أمريكي)
إريك جونسون (بالإنجليزية: Eric Johnson)‏ هو مهندس معماري وسياسي أمريكي، ولد في 20 أغسطس 1953 بنيو أورلينز في الولايات المتحدة. حزبياً، نشط في الحزب الجمهوري. وقد انتخب عضو مجلس نواب جورجيا.